# Desmiphora nigroannulata
Desmiphora nigroannulata is een keversoort uit de familie van de boktorren (Cerambycidae). De wetenschappelijke naam van de soort werd voor het eerst geldig gepubliceerd in 2002 door Martins & Galileo.